# Young Patriots Organisation

Amerikas konfedererade staters flagga

Young Patriots Organization (YPO) var en amerikansk vänsterorienterad organisation som till stor del bestod av fattiga vita i Uptown i Chicago. 
YPA, som grundades 1968 och var verksam fram till 1973, utformades för att stödja unga, vita migranter från Appalachiaregionen som upplevde extrem fattigdom och diskriminering. Organisationen växte ur en kultur från södra USA och använde sydstatsflaggan som symbol.
Tillsammans med Illinois Black Panther Party (som organiserade afroamerikaner) och Young Lords (som organiserade latinamerikaner) bildade Young Patriots organisationen Rainbow Coalition. Var för sig fokuserade organisationerna på frågor om fattigdom och diskriminering i sitt lokalsamhälle, och tillsammans arbetade de mot internationalistiska och antikapitalistiska mål. 

## Plattform och ideologi
1970 antog Young Patriots en plattform med 11 punkter som liknade Svarta Pantrarnas tiopunktsprogram från 1969. YPO:s plattform delade Pantrarnas motstånd mot Vietnamkriget, polisförtryck och kapitalistisk exploatering. De två organisationerna delade också välfärdsrelaterade mål, inklusive förbättrad utbildning, tillgång till bostäder, sjukvård och kläder, och fackliga reformer som skulle ta itu med frågor om rasism och ineffektivitet i de befintliga fackföreningarna. 
The Young Patriots var extremt fokuserade på klass och var kritiska mot aktivistgrupper som Students for a Democratic Society och Southern Student Organizing Committee, som till stor del organiserade studenter. YPO beskrev deras arbete som " småborgerligt".